# Belej
Belej is een plaats in de gemeente Mali Lošinj in de Kroatische provincie Primorje-Gorski Kotar. De plaats telt 64 inwoners (2001).